# Hanna Czeczott
Hanna Czeczott, née Hanna Peretiatkowicz le 3 janvier 1888 à Saint-Pétersbourg et morte le 17 mars 1982 à Varsovie est une géographe et botaniste polonaise. 
Après des études généralistes, elle épouse Henry Czeczott (pl) qu'elle accompagne dans ses expéditions, collectant à ces occasions de nombreuses plantes et publiant les résultats de ses recherches. Après le décès prématuré de son mari, elle est embauchée par le jardin botanique de l'université Jagellonne où elle reste durant toute sa carrière. Hanna Czeczott y développe des recherches en phytogéographie, introduisant de nouvelles méthodes de recherche en Pologne. En 1947, elle découvre une flore fossile de l'ère tertiaire dans la mine de lignite « Turów », qui apporte un éclairage inédit sur la flore du Miocène en Europe. Cette étude, et la rencontre avec l'expert en ambre Adam Chętnik (pl), l'oriente sur la voie de la paléobotanique en étudiant l'ambre de la Baltique. Figure de la paléobotanique en Pologne, on lui doit la description de nombreux taxons fossiles aujourd'hui disparus et la constitution d'une importante collection de fossiles de plantes.

## Biographie
Hanna Peretiatkowicz naît le 3 janvier 1888 à Saint-Pétersbourg, dans une famille polonaise de Volhynie,. Sa mère meurt en 1903 et elle doit très vite s'occuper de ses douze frères et sœurs.

### Formation
Hanna Peretiatkowicz sort diplômée du gymnasium Stojunina de Saint-Pétersbourg en 1905. En 1906, la famille déménage à Varsovie et jusqu'en 1910, elle travaille comme professeure de langue russe et comme préceptrice . En parallèle, elle assiste à des cours d'histoire naturelle organisés par la Société de cours scientifiques, cours qui incluent des conférences sur l'histoire d'art, la philosophie, la chimie et la géologie, .

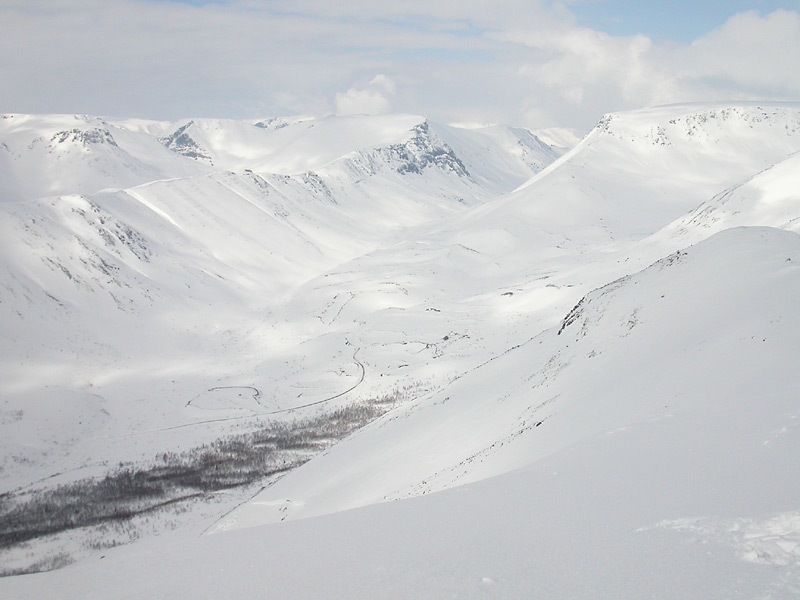
Massif des Khibiny en hiver.

En 1910, elle épouse Henry Czeczott (pl), professeur à l’École des Mines de Saint-Pétersbourg, et le suit en Russie. À Saint-Pétersbourg, elle commence à étudier en 1911 au sein des cours du supérieur de sciences naturelles pour femmes et suit des enseignements de langues étrangères en anglais. Elle en développe une passion pour les polars anglais qui lui permet tout au long de sa vie d'entretenir ses connaissances dans cette langue. Mais les cours sont fermés en 1917 lors de la révolution de février. Dans les années 1917-1920  elle poursuit ses études au département de biogéographie de l'Institut de géographie. Elle soutient un mémoire en 1922, L'effondrement des pentes des montagnes Khibiny et de la montagne périodique de Mourmansk, sous la direction du biologiste Vladimir Soukatchev. Ses études sont rallongées par les interruptions lors des voyages autour du monde avec son mari, ainsi que par la guerre, .

### Carrière

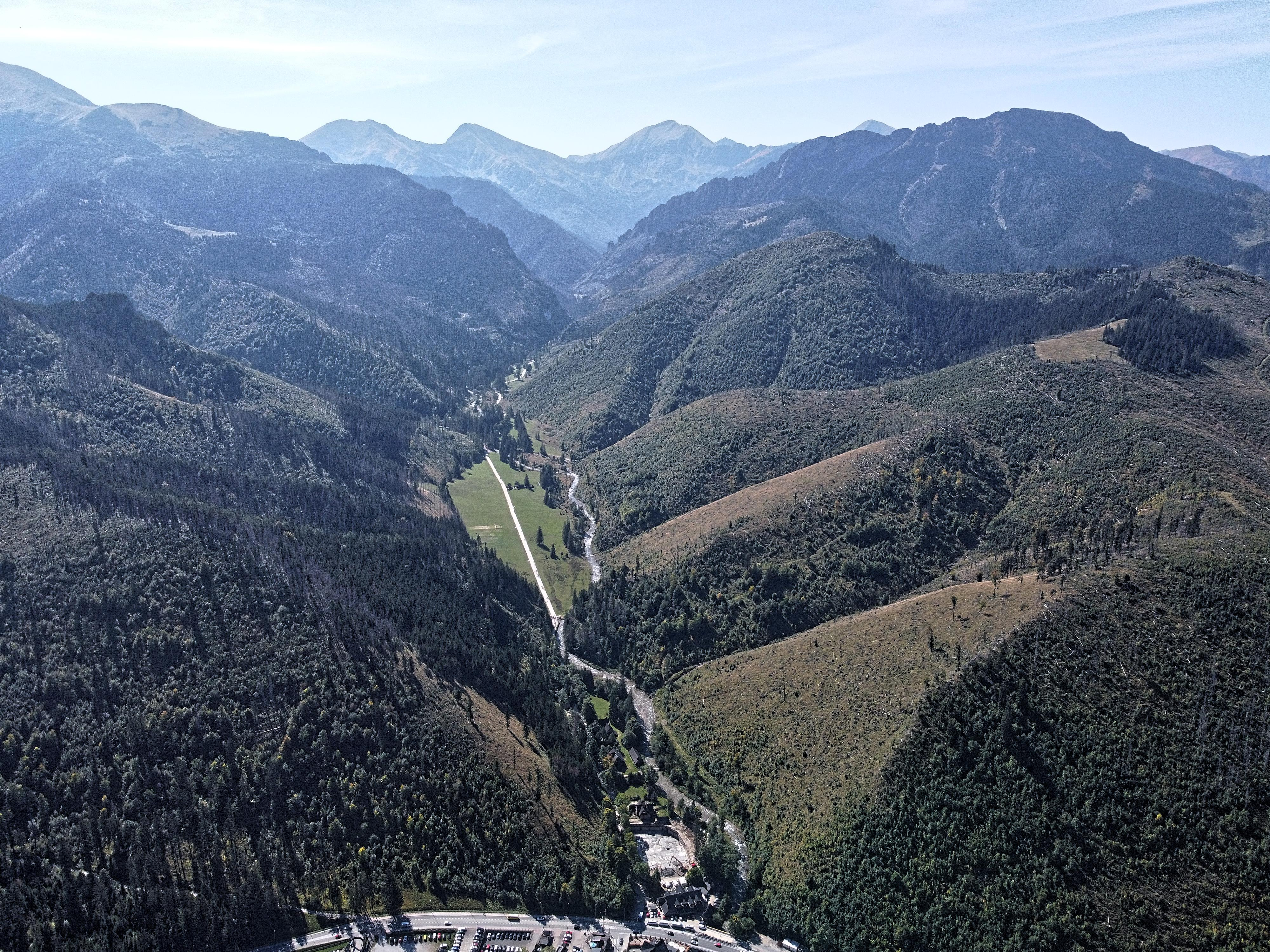
Vallée de Kościeliska.

En 1922, son mari obtient une chaire à l’École des mines et de la métallurgie de Cracovie et le couple déménage en Pologne. De 1922 à 1931, Hanna Czeczott est employée par le jardin botanique de l'université Jagellonne, dirigé par Władysław Szafer (pl),. Elle passe l'été 1923 dans la vallée de Kościeliska (pl), participant à aux recherches menées par une équipe dirigée par Szafer.
Après la mort de son mari en 1928, Hanna Czeczott s'installe définitivement à Varsovie en 1931. Indépendante financièrement grâce à la pension de son mari, elle est également indépendante scientifiquement. Elle établit une coopération avec le département de systématique végétale et de géographie de l'Université de Varsovie, dirigé par le botaniste Bolesław Hryniewiecki, avec l'institut de recherche du Ministère des forêts et, après quelques années, avec l'Institut géologique polonais.

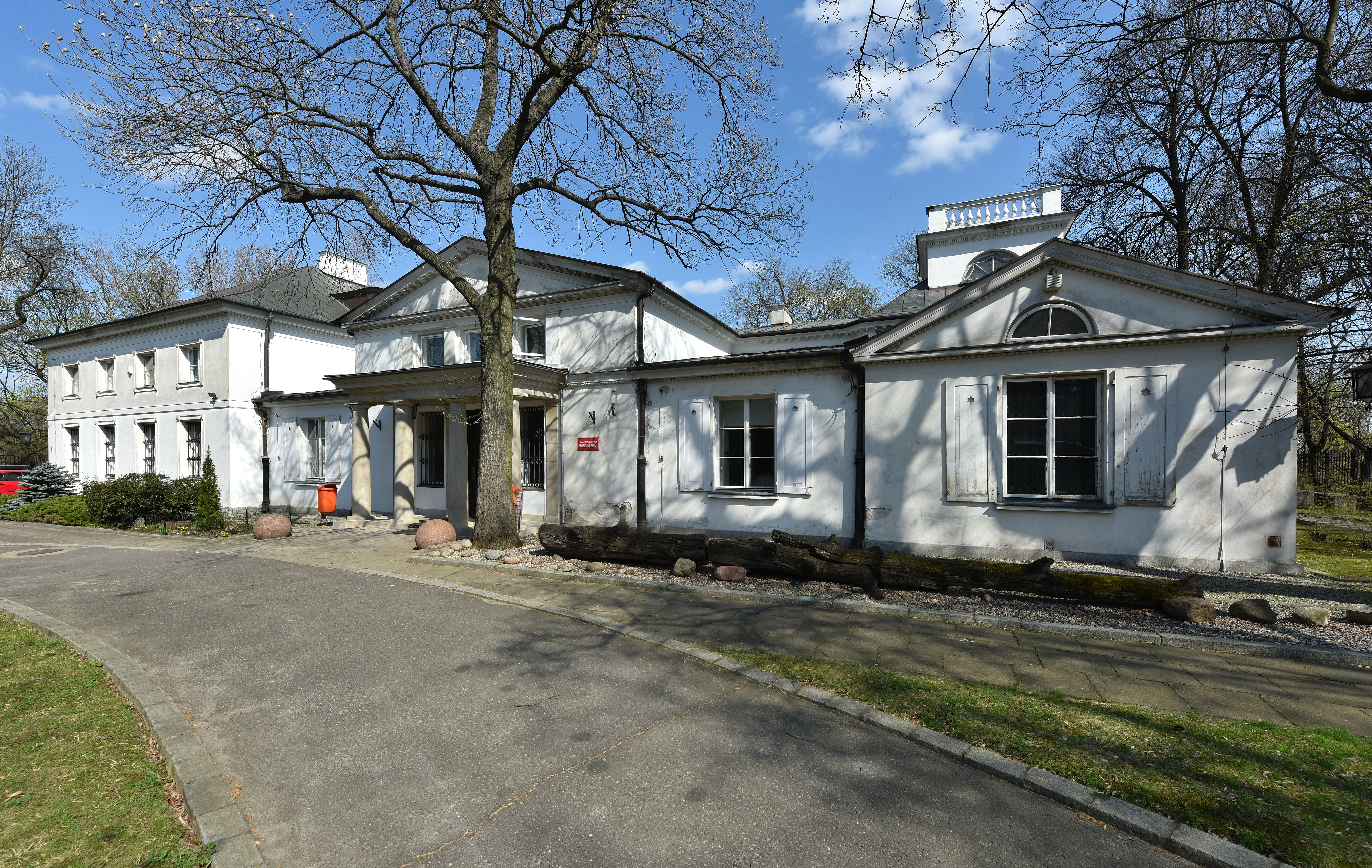
Musée de la Terre à Varsovie en Pologne.

Pendant la Seconde Guerre mondiale, beaucoup de ses notes, tapuscrits, feuilles d'herbier et articles de la bibliothèque scientifique sont détruits. À cette époque, elle gagne sa vie en enseignant les langues étrangères. En 1945, à la fin du conflit, elle commence à travailler au département d'écologie végétale de l'Institut de recherche du Ministère de l'Agriculture. En 1948, elle s'installe au Musée de la Terre de l'Académie polonaise des sciences à Varsovie.
À partir de 1946 elle organise, puis de 1948 à 1960, dirige le laboratoire de paléobotanique. Le professeur Władysław Szafer lui suggère de mener une thèse de doctorat à l'université Jagellonne, ce qu'elle refuse, préférant consacrer son temps uniquement à la recherche . En 1955, en reconnaissance de ses réalisations scientifiques, et malgré l'absence de détention d'un doctorat, elle est nommée maîtresse de conférence,,.

### Fin de vie
Après sa retraite en 1960, Hanna Czeczott continue de s'occuper du laboratoire de paléobotanique jusqu'au milieu des années 1970 . Elle meurt le 17 mars 1982 à Varsovie et est inhumée au cimetière évangélique-réformé de Varsovie (pl), section N-1-44.

## Travaux
Les recherches d'Hanna Czeczott portent sur la botanique et la répartition géographique des espèces végétales avant de s'orienter sur la flore fossile, notamment de la mine de lignite de Turów et de la flore de l'ambre baltique.

### Premiers voyages, premières collectes
Le couple effectue de nombreux voyages de recherche, d'abord en Asie : Altaï et Turkestan. En 1913-1914, le couple part aux États-Unis et au Canada. À cette époque, elle participe à des recherches menées dans des mines des États de Pennsylvanie, du Montana et de Californie. Puis elle se rend en Alaska et au Klondike canadien durant la Première guerre mondiale. Au cours des années suivantes, ses recherches la font partir en Asie Mineure, explorant la Turquie à dos d'âne, en 1925 aux îles Canaries et dans les pays d'Europe occidentale, . Ses études portent principalement sur la phytosociologie et la dendrologie.

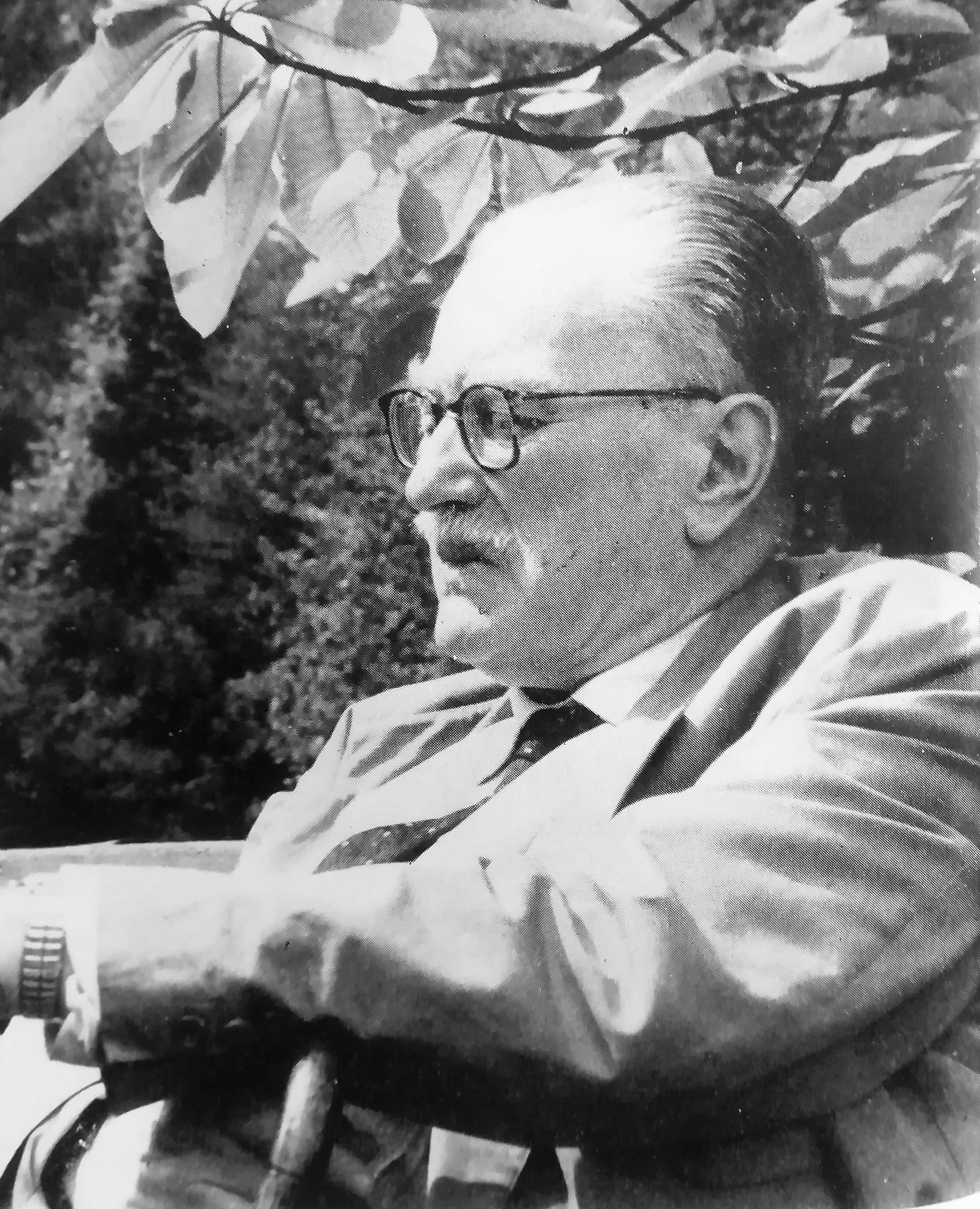
Wladyslaw Szafer.

Lors de son séjour à Cracovie dans les années 1920, et en coopération avec le Département de Systématique dirigé par Władysław Szafer (pl), elle résume les recherches dans le domaine de la systématique et de la géographie des plantes menées au cours de ses expéditions. Elle en tire deux publications en polonais, L'élément atlantique de la flore de Pologne publié en 1926 ainsi que Sur les traces de la glaciation en Asie mineure du Nord en 1929 et réalise d'importants herbiers,. À Varsovie, en coopération avec le Département de systématique et de géographie des plantes de l'Université de Varsovie, elle compile des matériaux de voyages dans les pays méditerranéens. En 1939, Hanna Czeczott publie une étude approfondie de la flore et de la végétation contemporaines de la Turquie intitulée Une contribution à la connaissance de la flore et de la végétation de la Turquie. En reconnaissance de ce travail, une espèce de pois trouvée en Turquie porte son nom : Lathyrus czeczottianus Bässler.

### Étude sur la variabilité des arbres

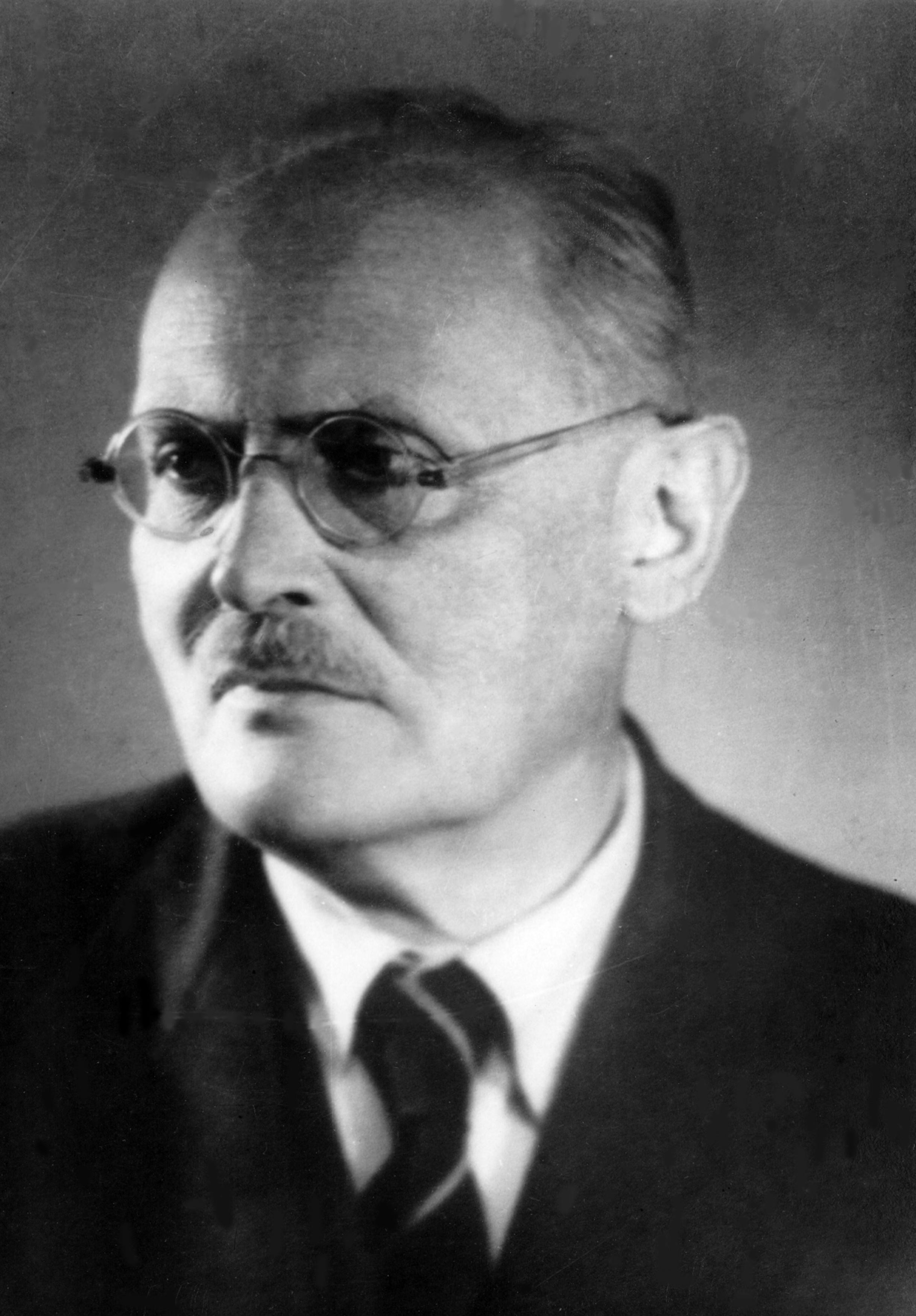
Le botaniste polonais Bolesław Hryniewiecki.

En coopération avec l'Institut de recherche du Ministère des forêts et le botaniste Bolesław Hryniewiecki Hanna Czeczott mène des recherches sur la variabilité des espèces indigènes de chêne, de charme et de hêtre. Pionnière en Pologne des méthodes biométriques et statistiques à grande échelle en systématique végétale, elle cartographie les gradients géographiques de diverses espèces de hêtres et leur répartition sous forme de cartes,. Elle publie les résultats dans plusieurs articles dans les années 1932-1936. Elle analyse le passé de ces espèces d'arbres et publie son premier ouvrage de paléobotanique intitulé Qu'est-ce que Fagus feroniae Unger ? en 1934 .

### Premières recherches en paléobotanique
Mandatée par l'Institut géologique polonais et le professeur de géologie Jan Czarnocki (pl), Hanna Czeczott collecte en 1937 la flore du Miocène de Zaleśce en Volhynie, au nord-ouest de l'actuelle Ukraine. Ses travaux, Flore du Miocène moyen de Zalesiec près de Wiśniowiec, sont publiés en 1958 après la Seconde Guerre mondiale. Ce sujet oriente ses recherches en paléobotanique.

### Étude de la flore fossile de la mine de Turów

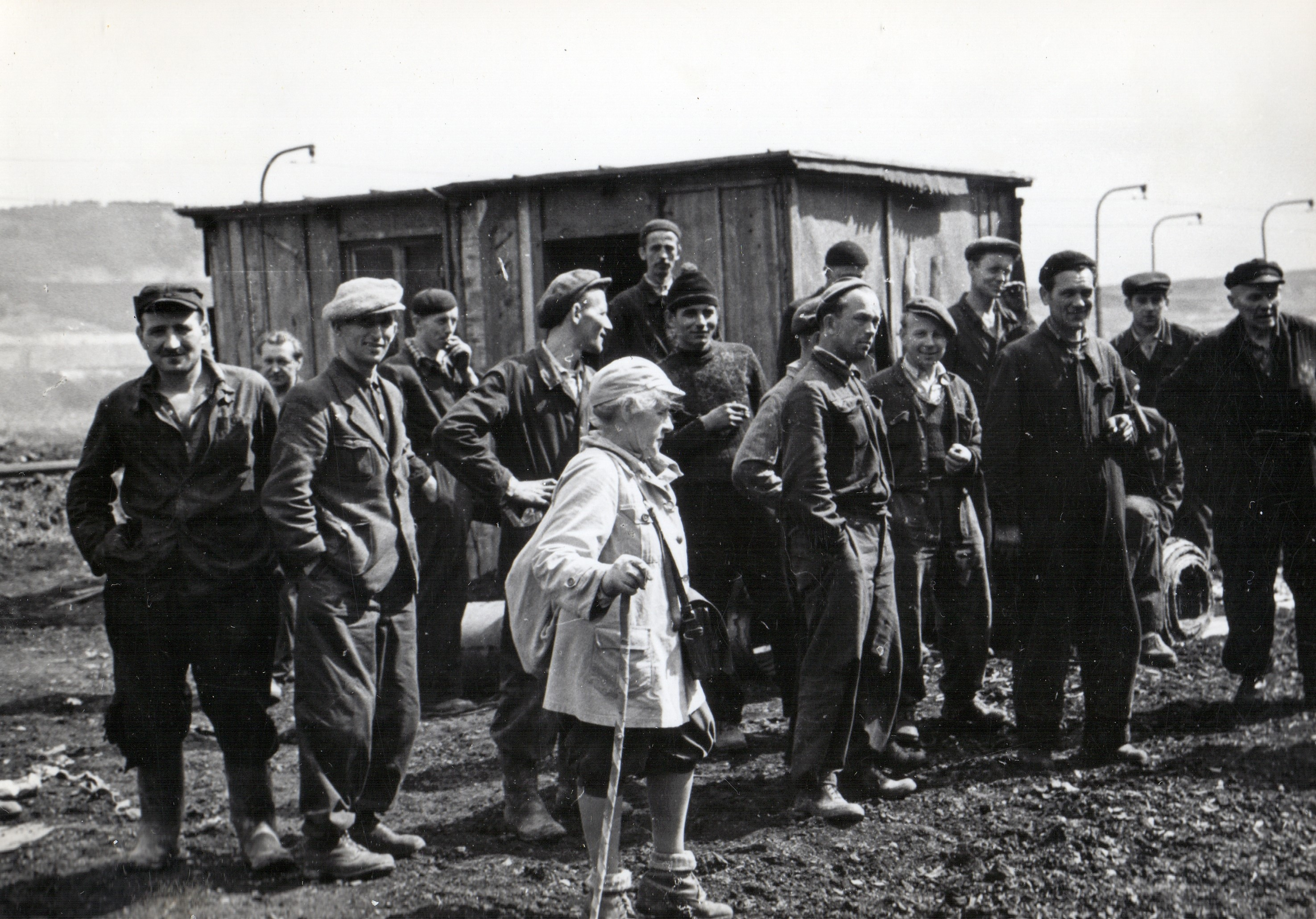
Hanna Czeczott avec des mineurs dans une mine de charbon à Turoszów en 1965.

En 1947, Hanna Czeczott découvre une flore fossile de l'ère tertiaire dans la mine de lignite « Turów » à Turoszów (pl) (nommée Zatonie jusqu'en 1958). Elle organise puis dirige des recherches en équipe à grande échelle sur cette flore pour le compte du Musée de la Terre de l'Académie polonaise des sciences. L'objectif est de déterminer l'affiliation botanique des restes végétaux, de déterminer l'âge de la flore fossile et de reconstituer les communautés charbonnières. Une à deux sorties ont lieu par an, convenues en détails avec le directeur de la mine qui leur affectait un à deux mineurs comme support. Ces derniers se composent de lentilles sableuses qui contiennent des graines fossiles, de lignite et de rouleaux de sidérite avec des empreintes de feuilles. Elle réalise ces prélèvements jusqu'à un âge avancé, toujours accompagnée de sa canne. Elle forme et encourage les mineurs à lui apporter les éléments qu'ils trouvent, les récompensant d'un prime.

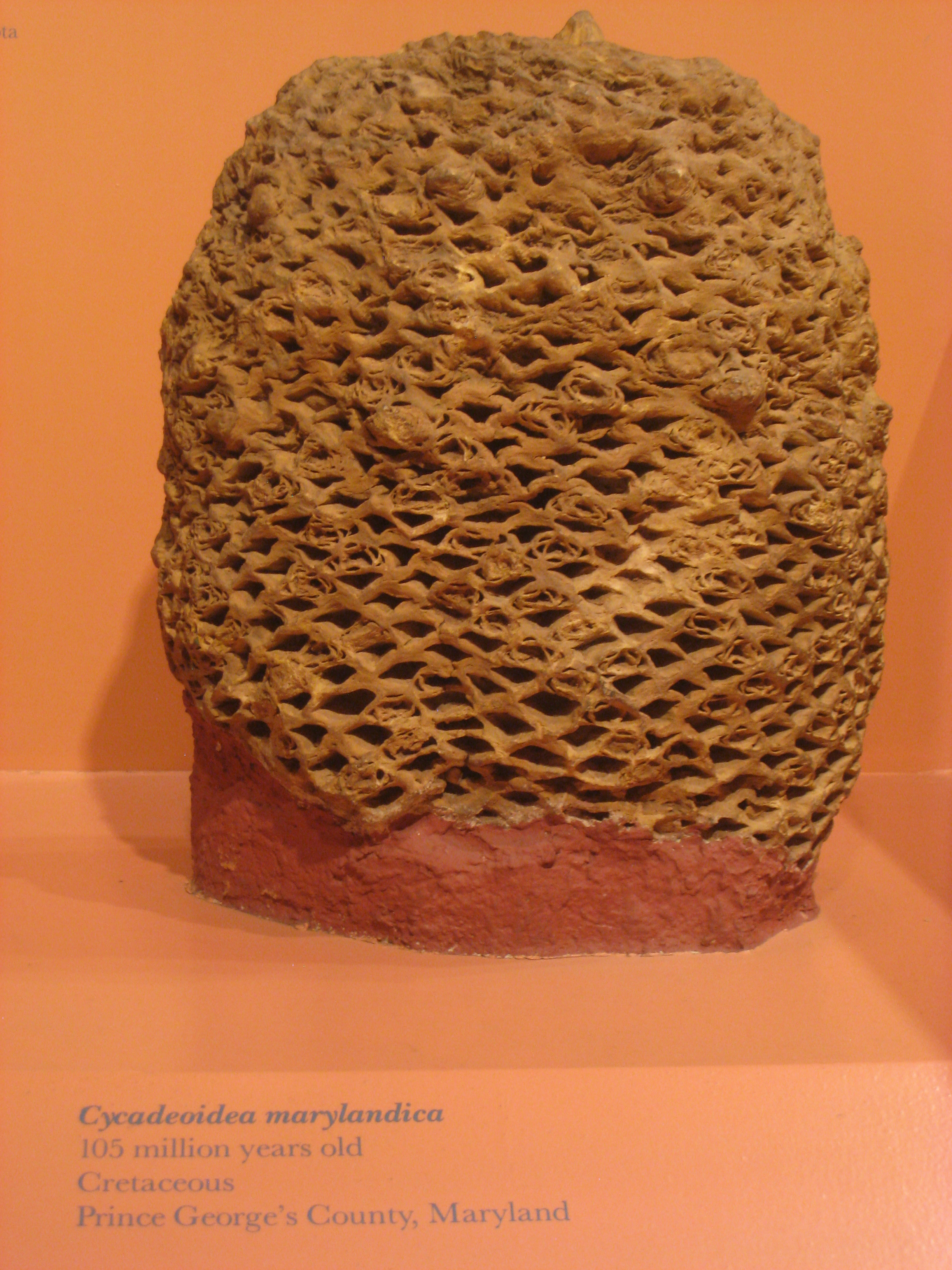
Exemple de Cycadeoidea.

Hanna Czeczott invite de nombreux scientifiques de Pologne et du monde entier à coopérer à cette recherche, dont la mycologue Alina Skirgiełło (pl) et les paléobotanistes Mikołaj Kostyniuk (pl) et Zofia Zalewska. Les collections floristiques (restes végétaux tels que des troncs d'arbres, des feuilles, fruits, graines, mousses et champignons) recueillies dans les années 1950-1980 comptent parmi les plus importantes collections au monde. Elle s'occupe personnellement de la documentation des collections. Ses découvertes paléobotaniques comprennent un tronc de Cycadeoidea (en), une plante fossile rare en Pologne.
Hanna Czeczott développe une connaissance approfondie des restes fossiles de plantes et analyse personnellement les restes carpologiques et les empreintes de feuilles. Elle participe également activement à l'analyse du pollen (palynologie). Elle introduit au Laboratoire paléobotanique une méthode de recherche par analyse des cellules épithéliales qui recouvrent la surface des plantes, observée chez le paléobotaniste allemand Helmut Jähnichen, puis mise en place et poursuivie par Krystyna Juchniewicz (pl).

### Recherche sur la flore de l'ambre
Adam Chętnik (pl), expert en ambre employé au Musée de la Terre pour organiser les collections, l'intéresse au sujet de l'origine de l'ambre de la Baltique et de ses inclusions végétales. Son enthousiasme se communique à Hanna Czeczott et en 1958, elle entame des travaux dans ce sens et vérifie les mentions dans la littérature tout au long des XVIIIe et XXe siècles. Hanna Czeczott obtient du matériel pour ses recherches botaniques et minéralogiques, entre autres, au cours de 27 voyages en Poméranie. À cette époque, elle achète des spécimens d'ambre sous forme naturelle et des produits prêts à l'emploi, principalement avec des inclusions organiques.

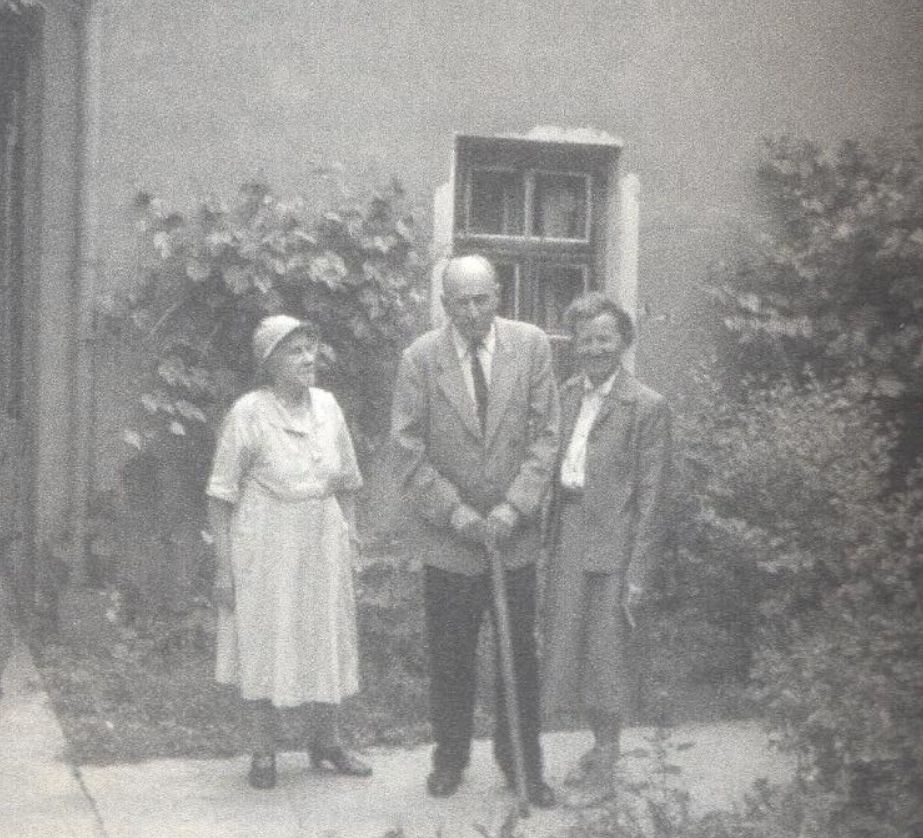
Hanna Czeczott, Adam Chętnik et Jadwiga Chętnik en 1964.

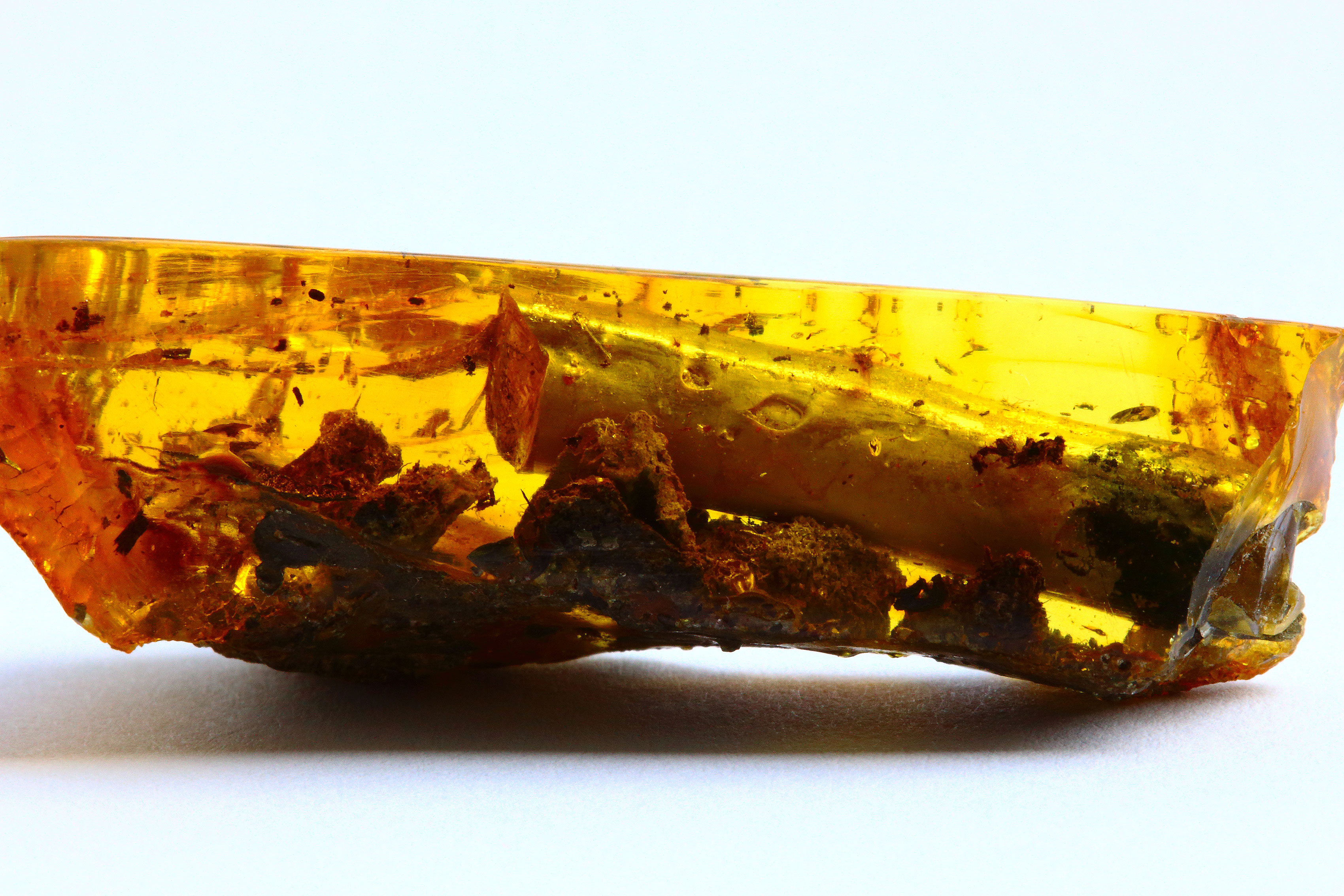
Ambre de la baltique avec des inclusions de plantes.

En 1961, elle publie les résultats dans Composition et âge de la flore de l'ambre de la Baltique, diffusé en polonais et en anglais. L'ouvrage devient une référence dans toutes les études ultérieures sur l'origine de l'ambre baltique. Sur plus de 700 noms d'espèces et de genres contenus dans la littérature analysée et soumise à vérification, elle inclus dans sa liste 216 noms d'espèces et de genres de plantes fossiles, ainsi qu'une comparaison avec les représentants de la flore actuelle. Parmi les plantes des forêts ambrifères de l'Éocène, on compte des genres encore vivants aujourd'hui, par exemple le chêne (Quercus). D'autres sont éteints comme les Muscites, Scoropsis, Bembergia ou Berendtia. Ce travail est la première phase d'un mémoire prévu en plusieurs parties sur l'origine de l'ambre de la Baltique, les inclusions végétales dans l'ambre et la détermination géologiques en fonction de la flore qu'il contient. Elles n'ont pas été publiées et sont conservées sous forme de fragments de tapuscrits aux archives du Musée de la Terre de l'Académie polonaise des sciences à Varsovie.

### Coopération internationale
Tout au long de sa vie, Hanna Czeczott mène une vaste coopération avec des institutions scientifiques, des bibliothèques et des herbiers : Paris, Vienne, Kew, Prague, Berlin, Kiev ou Manchester. Elle présente les résultats de ses recherches aux congrès botaniques internationaux et au congrès des géographes slaves.

### Vulgarisation
Hanna Czeczott est à l'origine de nombreuses conférences, spectacles et formations des employés dans le domaine de la paléobotanique. Elle est à l'origine de la scénographie d'expositions au Musée de la Terre. Elle est à l'origine de l'exposition permanente de la paléobotanique du Musée de la mine Turów, aujourd'hui disparu.

## Postérité
Les recherches d'Hanna Czeczott participent à la construction de la paléobotanique et son personnage, décrit comme haut, en couleur participe à ancrer l'apport des femmes dans la science. La géologue Antonina Halicka (pl) dit à son égard : « Hanna Czeczotow appartient à la classe supérieure des paléobotanistes de premier plan en Pologne avec un nom connu non seulement dans le pays mais aussi à l'étranger. Énergique et pleine d'initiative créative, Avec ses recherches, elle a apporté une contribution significative à la science d'importance internationale. Intransigeante et absolument légale et honnête, le travail scientifique est le but le plus élevé de sa vie auquel elle a consacré tout son temps et ses ressources. Elle essaie de développer les traits les plus positifs chez ses employés : honnêteté et dévouement absolu au travail scientifique Très exigeante envers elle-même et envers les autres ». A. Skirgiełło, écrit à son sujet en 1983 : « Elle créait une atmosphère spécifique de mouvement autour d'elle, pour mettre en œuvre son projet scientifique le terme "impossible" n'existait pas pour elle. [...] C'était une personne juste, d'un grand réalisme, évaluant les situations avec sobriété et fermeté, stricte et exigeante envers ses collègues [...] et possédant le don de l'humour situationnel ».
Ses études permettent de faire de la mine de Turów l'un des sites les plus avancés dans le domaine de la flore miocène en Europe et de réaliser la plus grande collection paléobotanique du Musée de la Terre.

## Archives

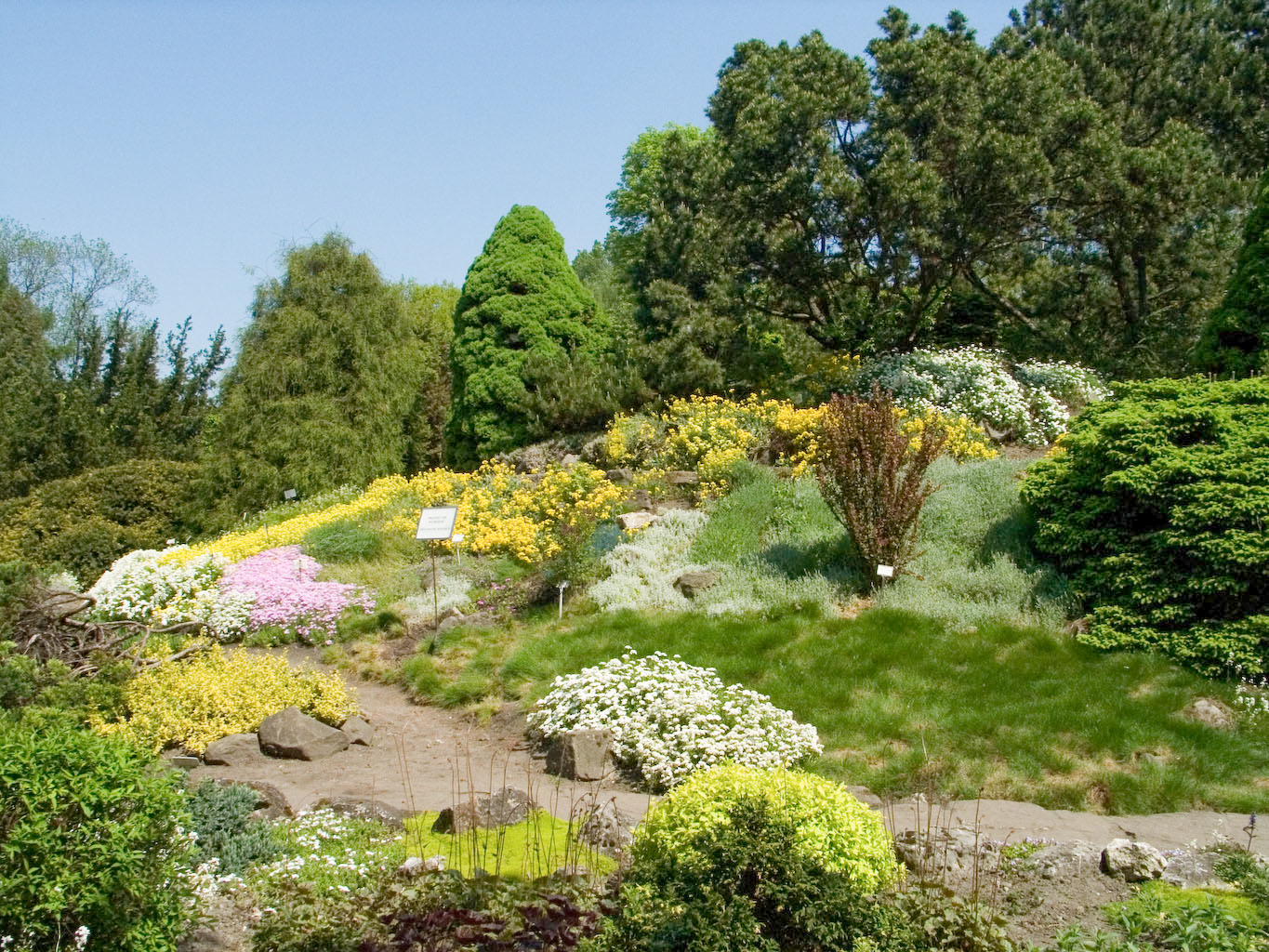
Le Jardin botanique de l'université jagellonne.

La collection d'ambre est dispersée à la fin de sa vie : ont survécu 239 spécimens, dont les héritiers ont fait don en 1982 au Musée de la Terre de l'Académie polonaise des sciences à Varsovie.
Des feuilles d'herbier d'avant-guerre, seules ses collections privées de Turquie et des îles Canaries ont survécu et données après sa mort à l'Université de Varsovie. Certaines des feuilles d'herbier dupliquées se sont retrouvées à l'Institut de botanique de Cracovie.
L'ensemble de sa riche collection d'ouvrages de botanique, une de ses passions, est donnée au Musée de la Terre.
Une correspondance scientifique approfondie avec de nombreux botanistes et paléobotanistes de par le monde est également préservée (Knut Fægri, Harry Godwin, Thomas Maxwell Harris ou Armen Takhtajan entre autres) .

## Taxons décrits
Hanna Czeczott a décrit 27 taxons dont :
- Aethionema paphlagonicum Czeczott & Beauverd, 1932
- Althaea rugoso-stellulata Czeczott, 1932
- Asperula refracta Czeczott, 1932
- Asphodeline wiedemanniana Czeczott, 1932
- Astragalus ilgazensis Czeczott, 1932
- Astragalus nabelekii Czeczott, 1932
- Asyneuma eldivenum Czeczott, 1932
- Chrysanthemum paphlagonicum Czeczott, 1939
- Dianthus eldivenus Czeczott 1932
- Dianthus ilgazensis Czeczott, 1932
- Gypsophila henrici Czeczott, 1932
- Heracleum paphlagonicum Czeczott, 1932
- Iris longepedicellata Czeczott, 1932
- Lathyrus tukhtensis Czeczott, 1932
- Onosma briquetii Czeczott, 1932
- Paronychia anatolica Czeczott, 1932
- Paronychia beauverdii Czeczott, 1932
- Phyteuma eldivenum Czeczott, 1932
- Quercus colchica Czeczott, 1932
- Quercus tukhtensis Czeczott, 1932
- Scorzonera nutans Czeczott, 1932
- Smyrnium galaticum Czeczott, 1932

## Hommages et distinctions

### Hommages
Plusieurs plantes fossiles ont été nommées en son honneur, :
- Cycladinoxylon czeczotti Zalewska, 1955 (= Cupressinoxylon nodosum Göpp)
- Lathyrus czeczottianus Bässler
- Nectandrophyllum czeczotti Juchniewicz
- Quercus czeczotiae Hummel

Plusieurs sociétés ont mis en valeur ses travaux :
- Membre honoraire de la Société botanique polonaise (pl) à partir de 1968[6];
- Membre honoraire Société Copernic des naturalistes polonais à partir de 1975[4].

À l'occasion de son 135e anniversaire, son parcours fait l'objet d'une exposition en 2023 au Musée de la terre , « A la recherche des plantes perdues - Hanna Czeczott (1888-1982) »,.

### Distinctions
- Prix de l'Office central de géologie en 1952 pour Flore du Miocène moyen de Zalesiec près de Wiśniowiec[4];
- Médaille du 10e anniversaire de la Pologne populaire en 1954[4];
- Chevalière de l'Ordre Polonia Restituta en 1956[17];
- Commandeure de l'Ordre Polonia Restituta en 1966[4];
- « Mineur honoraire de Turów » avec insigne d'or, « Ouvrier distingué de Turów », décernés par la direction de la mine de Turów en 1967, titres qu'elle appréciait beaucoup[1],[5];
- Ordre de la bannière du travail, 2e classe, en 1972[1] .

## Publications
Ses réalisations scientifiques comprennent 32 publications, dont 16 sur des sujets paléobotaniques:
- (pl) Hanna Czeczott, « Liesa zapadnych skłonow Chibinskich gor i okrestnostiej goroda Murmanska » [« Liesa des pentes abîmées des collines de Chibinske et de la région de Mourmansk »], Bulletin de l'Instit Géographique de Leningrad, no 5,‎ 1925, p. 48–72
- (pl) Hanna Czeczott, « Element atlantycki we florze polskiej » [« Élément atlantique de la flore polonaise »], Rozpr. Wydz. Mat.-Przyr. PAU, Kraków: Polska Akademia Umiejętności, nos 65–66,‎ 1928, p. 221–286
- (en) Hanna Czeczott, « Distribution of Fagus orientalis Lipsky » [« Répartition de Fagus orientalis Lipsky »], Die Buchenwälder Europas,‎ 1932, p. 362–387
- (la) Hanna Czeczott, « Diagnoses plantarum novarum in Anatolia septentrionali anno 1925 lectarum » [« Diagnostic de nouvelles plantes récoltées dans le nord de l'Anatolie en 1925 »], Acta Soc. Bot. Pol, Warszawa: Polskie Towarzystwo Botaniczne, no 9 (1–2),‎ 1932, p. 31-45
- (pl) Hanna Czeczottowa, « Studium nad zmiennością liści buków: Fagus orientalis Lipsky, F. silvatica L. i form przejściowych » [« Une étude sur la variation des feuilles chez les hêtres : Fagus orientalis Lipsky, F. silvatica L. et formes transitoires »], Rocznik Pol. Tow. Dendrol, no 5,‎ 1933, p. 1-77.
- (en) Hanna Czeczott, « A contribution to the knowledge of the flora and vegetation of Turkey » [« Une contribution à la connaissance de la flore et de la végétation de la Turquie »], Repertorium specierum novarum regni vegetabilis,‎ 1938-1939
- (pl) Hanna Czeczottowa, « Środkowomioceńska flora Zalesiec koło Wiśniowca » [« Flore du Miocène moyen de Zalesiec près de Wiśniowiec »], Acta Geologica Polonica, no 2(3),‎ 1951, p. 349–445
- (pl) Hanna Czeczott, « Flora kopalna Turowa koło Bogatyni » [« Flore fossile de Turów près de Bogatynia »], Prace Muzeum Ziemi,‎ 1959, p. 1–64
- (en) Hanna Czeczott, « The flora of the Baltic amber and its age. First part » [« La flore de l'ambre de la Baltique et son âge. Première partie »], Prace Muzeum Ziemi, no 4,‎ 1961, p. 119–145
- (pl) Hanna Czeczott, Alina Skirgiełło et Warszawa, « Flora kopalna Turowa koło Bogatyni. II. 5. Monocotyledoneae, Sparganiaceae, Zingiberaceae » [« La flore fossile de Turów près de Bogatynia. II. 5. les Monocotyledoneae, les Sparganiaceae, les Zingiberaceae »], Prace Muzeum Ziemi, no 33,‎ 1980, p. 17–21